# Chiesa di Sant'Apollinare (Bedonia)
La chiesa di Sant'Apollinare, nota anche come pieve di Calice, è un luogo di culto cattolico dalle forme barocche situato a Calice, frazione di Bedonia, in provincia di Parma e diocesi di Piacenza-Bobbio; è sede di una parrocchia compresa nel vicariato della Val Taro e Val Ceno.

## Storia
Il luogo di culto originario fu edificato in epoca ignota, forse già dai Bizantini; secondo vari storici, infatti, la dedicazione a sant'Apollinare testimonierebbe che si debba a loro l'evangelizzazione del territorio.
Nella prima metà del IX secolo l'imperatore del Sacro Romano Impero Lotario I concesse ai monaci dell'abbazia di San Colombano di Bobbio i diritti sulla chiesa e sulla zona, come confermato all'abate Ermenrico anche da Ludovico II il Giovane il 2 febbraio dell'865.
Nel 1014 il tempio passò alle dipendenze della diocesi di Bobbio e negli anni seguenti fu elevato al rango di pieve; nel 1369, come testimoniato nell'Extimum Cleri Bobiensis, erano poste alle sue dipendenze le cappelle di S. Maria de Druscho, S. Maria de Rocha, S. Maria Magdalena Vallis Avanti, S. Johannis de Gisiola, S. Bartholomei de Ricloso, S. Laurentii vallis Lechae, S. Justinae vallis Lechae, ecclesia de domo Salvatichae e S. Johannis de Seneta, poste in un vasto territorio compreso tra la Val Ceno, la Val di Lecca e la Val d'Aveto.
Nel 1583 il luogo di culto perse il titolo plebano a vantaggio della chiesa di Santa Maria Assunta di Drusco, ove traslocò il parroco.
Nel 1722 il vescovo di Bobbio Ildefonso Manara eresse a parrocchie autonome le chiese di Calice, Casalporino e Romezzano e il duca di Parma Francesco Farnese destinò loro una dote annuale di 50 staia di frumento, assegnando a sé e ai suoi successori il diritto di patronato sui tre luoghi di culto.
Il tempio fu in epoca ignota completamente ricostruito in stile barocco; in un secondo momento furono aggiunte la sagrestia e infine la torre campanaria.
Nel 1931 il campanile fu colpito da un fulmine.
Tra il 1940 e il 1942 gli interni furono decorati con affreschi dall'artista Romeo Musa, nativo di Calice.

## Architettura

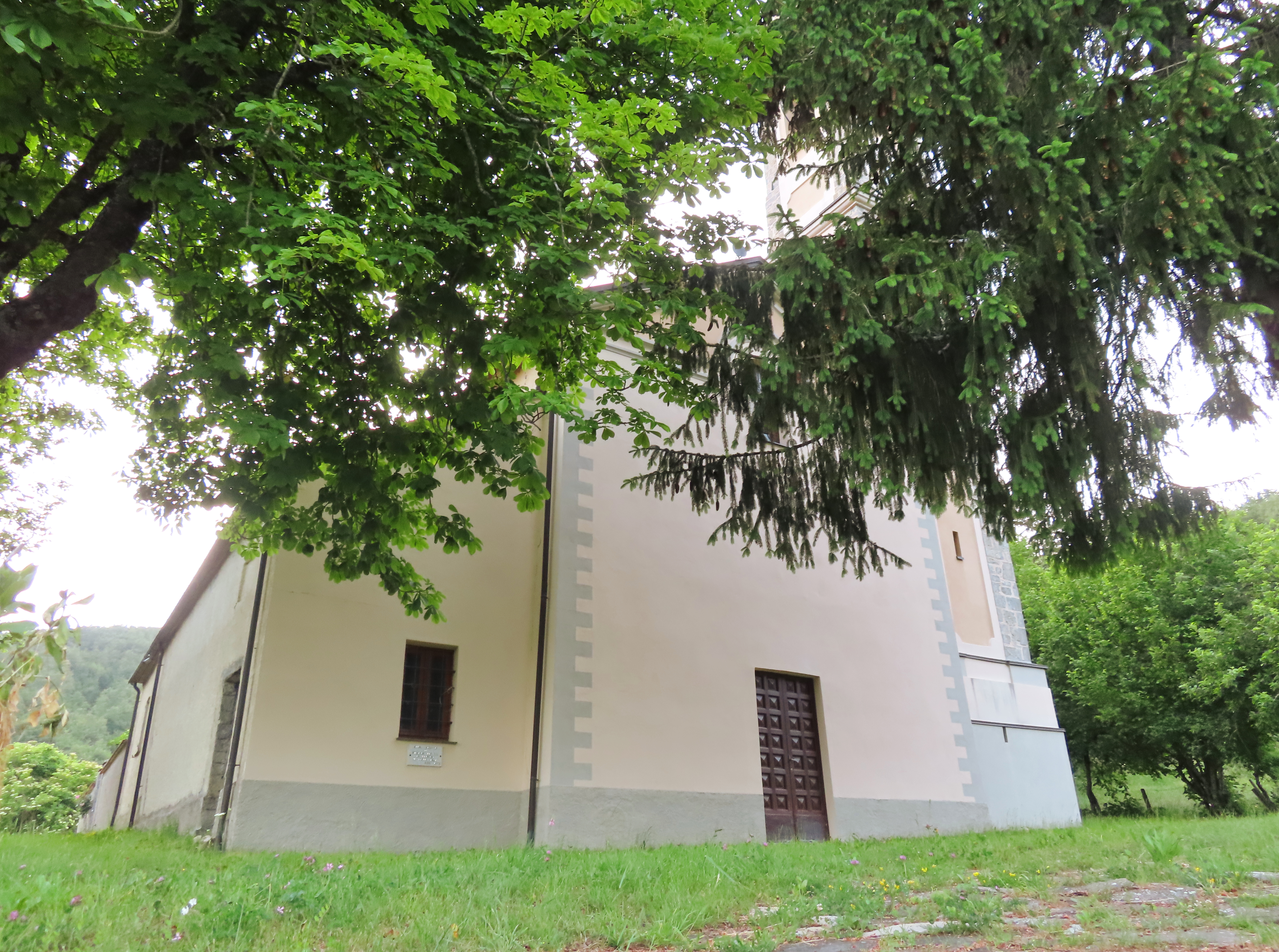
Facciata e lato sud

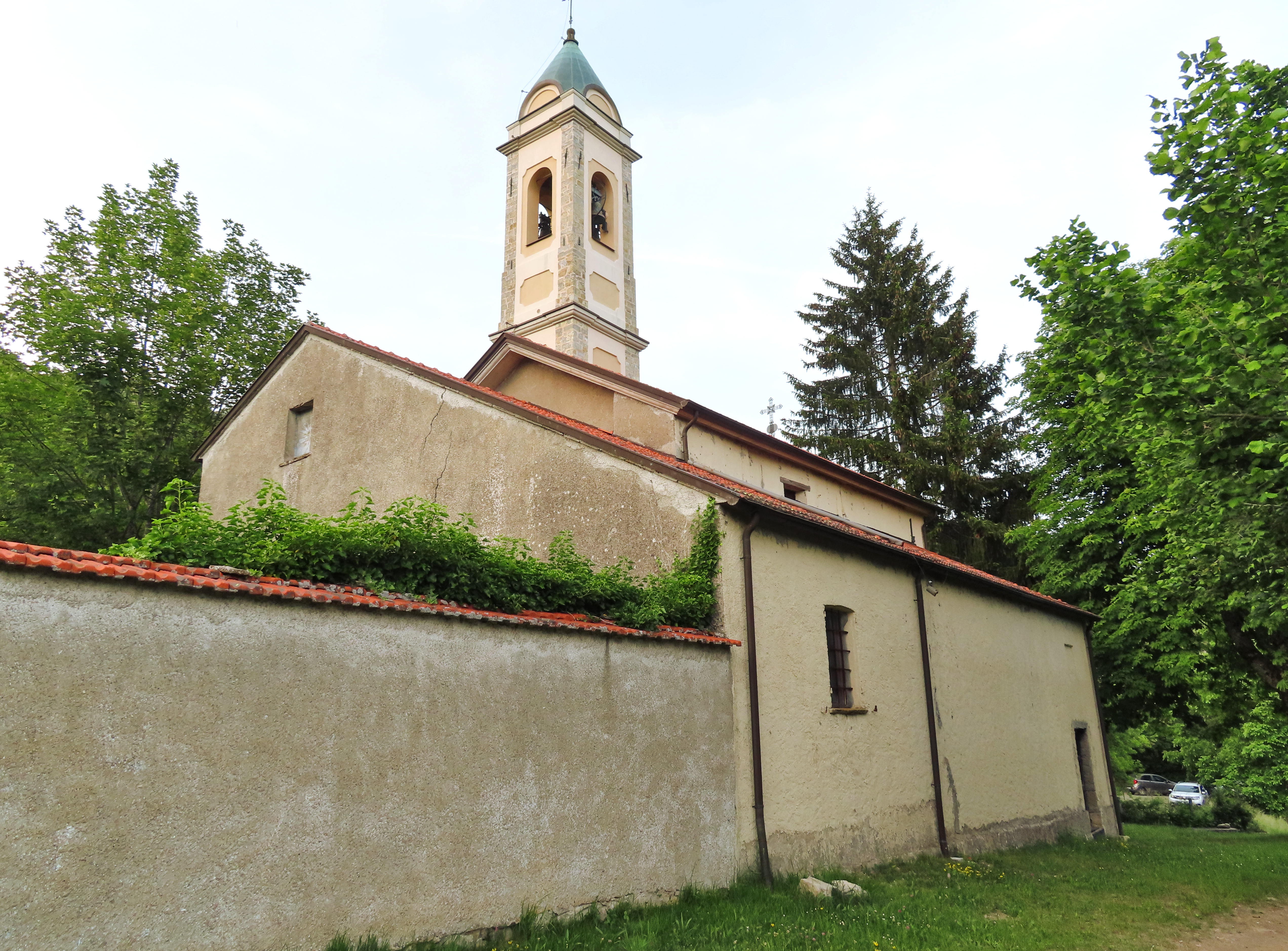
Retro e lato sud

La chiesa si sviluppa su un impianto a navata unica affiancata da una cappella su ogni lato, con ingresso a ovest e presbiterio a est.
La simmetrica facciata a capanna, quasi interamente intonacata, è caratterizzata dalla presenza del portale d'ingresso centrale privo di cornice; in alto si apre nel mezzo una finestra ad arco a tutto sesto, che spezza il frontone triangolare di coronamento.
Sulla destra, in continuità col prospetto principale, si eleva su due ordini il campanile a base quadrata, decorato con lesene in corrispondenza degli spigoli; la cella campanaria si affaccia sulle quattro fronti attraverso monofore ad arco a tutto sesto; ogni lato è coronato da un frontone curvilineo, su cui si imposta la cupola in rame di copertura. Sul retro sorge una cappella laterale.
Dal lato opposto aggettano i volumi della sagrestia e della cappella sinistra.
All'interno la navata, coperta da una volta a botte lunettata interamente decorata con affreschi realizzati da Romeo Musa, è affiancata da una serie di paraste coronate da capitelli compositi, a sostegno del cornicione perimetrale; in corrispondenza della terza e ultima campata si aprono le ampie arcate a tutto sesto delle cappelle laterali.
Il presbiterio, lievemente sopraelevato, è preceduto dall'ampio arco trionfale a tutto sesto, retto da pilastri compositi dipinti, e dalla balaustra in marmo botticino; l'ambiente a pianta rettangolare è chiuso superiormente da una volta a botte lunettata affrescata, suddivisa in due campate; sul fondo si staglia un'ancona seicentesca barocca in legno, delimitata da due cariatidi e coronata dal busto dell'Eterno Padre; al centro è collocata la statua lignea di Sant'Apollinare.
Le cappelle laterali sono coperte da volte a botte affrescate; quelle destra è dedicata alla Madonna di Caravaggio e ospita un olio raffigurante la Madonna di Caravaggio, realizzato nel 1845 da Giovanni Riccò su commissione della duchessa Maria Luigia; quella sinistra è invece intitolata alla Madonna Incoronata.
La chiesa conserva un cippo funerario d'epoca romana, risalente al II secolo; il blocco calcareo è decorato con due bassorilievi rappresentanti una figura maschile e una femminile, entrambe acefale; l'iscrizione, parzialmente cancellata, si riferirebbe secondo alcuni studiosi alla donna sepolta.
Di pregio risultano anche due pilastrini cinquecenteschi in marmo bianco, scolpiti con figure a grottesche e coronati da capitelli a foglie d'alloro; al di sopra è collocato il fonte battesimale del 1934.